# Guy-Rachel Grataloup
Pour les articles homonymes, voir Grataloup.
 (juin 2021).
Guy- Rachel Grataloup, né le 4 juin 1935 à Nantua dans l'Ain et mort le 16 janvier 2022 à Plaisir dans les Yvelines, est un artiste français, peintre et plasticien.

## Biographie

### Jeunesse
Guy- Rachel Grataloup naît à Nantua, dans l'Ain,. Son père, Jean Alfred Marie Grataloup, est né à Lyon dans une famille bourgeoise, sa mère Adèle Joséphine Durochat  est  issue d'une famille ouvrière d'Argis dans le Bugey.
La maison natale catholarde se trouve face aux montagnes noires de sapins, non loin du site du lac de Sylans. Ce décor va influencer sa recherche picturale.
En 1939, la famille quitte Nantua pour Dijon, puis s'installe à Argis, chez sa grand-mère  maternelle. Il fréquente l'école communale du village et apprend les travaux de la vigne.

### Éducation
De 1945 à 1953, il fréquente le collège puis le lycée. Pendant cette période, il crée le Journal des J3 pour la présidence duquel il sollicite le maire de Lyon, Édouard Herriot, qui accepte.
Entre 1953 et 1956, Guy- Rachel Grataloup assiste aux cours du soir de l'École des Beaux-Arts de Lyon. À 21 ans, il effectue son service national en Allemagne et profite de son séjour pour fréquenter les musées de Berlin. Il sera marqué par les peintres avant-gardistes qui y exposent.
Ces années sont marquées par le décès de son père en 1950 puis de sa grand-mère en 1953. Il se voit contraint de travailler par manque d'argent et se fait embaucher au journal Le Progrès à Lyon.
En 1958, il participe à une exposition du groupe de l’association des étudiants lyonnais, organisée par Alain Crombecque (futur directeur du Festival d’Avignon et du festival d’Automne à Paris), dans laquelle figurent Hugueto et Christo. Il loue à Lyon une ancienne épicerie dont il fait son atelier.

## Formation
En 1959, Grataloup prépare le concours d'entrée à l'École normale supérieure de Cachan (à l’époque, « de l’enseignement technique ») auquel il est reçu en 1960. Il fait la connaissance du sculpteur Jacques Zwoboda qui y enseigne. Il y rencontre également Claude Chevreuil, mais aussi Jules Romains pour qui il crée les décors de Volpone.
En sortant de l'ENS en 1963, il est nommé professeur de dessin et d'arts appliqués au lycée de la Salle à Saint-Germain-en-Laye.
Admis en 1963 à l’École nationale supérieure des beaux-arts de Paris, il entre dans l’atelier de Chastel. À cette époque, l'art était fondé sur une recherche créative. Dans la classe de Chastel où il se trouve en 1964, Rouan commençait ses tressages, Daniel Buren proposait une peinture protestataire en brandissant des rayures blanc et noir. Aux côtés de ses amis peintres, Viallat, Buraglio, Poli, Rouan, Kermarrec, Grataloup s'applique à une recherche artisanale et onirique de la création. Avec certains d'entre eux, il participe de fait à la création du mouvement « Supports/Surfaces ».
Lauréat de l’Institut de France pour la Casa Velázquez à Madrid en 1966, il y séjourne de 1966 à 1967. Il découvre les merveilles du Prado et de l’Escurial, parcourt la Castille et l’Andalousie avec le compositeur Antoine Tisné. Il rencontre les peintres Millares, Villalba, Pablo Serrano et les compositeurs Joaquín Rodrigo et Luis de Pablo.
De 1967 à 1969, il est de retour à Paris, il dispose d’un atelier à la Cité internationale des arts (CIA). Il y retrouve Anne et Patrick Poirier et rencontre Malaval, Veličković et Serge Gainsbourg. Durant ces années, il réalise de grands volumes chromatiques et spatiaux en rapport avec l'expressionnisme scandinave qu'il avait perçu à travers ses derniers voyages en Suède. Son idée était de signifier un expressionnisme par le volume, la matière et la couleur.
Il obtient le second grand prix de peinture du prix de Rome en 1967. 1967 marquera le dernier opus des «prix de Rome» tels qu'organisés depuis 1663, comprenant un travail d'études en « petite et grande loges ».
En 1970, il part pour la Villa Medicis dirigée alors par Balthus. Il ne restera que quelques mois à la Villa Medicis car il lui sera proposé un poste à l'École supérieure des arts appliqués Duperré qu'il acceptera.
Agrégé en 1970, il est nommé directeur d'études section Art et Design à l’ENS de Cachan. Chargé de cours à la Sorbonne, il occupera également les postes de directeur de recherche du département Art et création industrielle, puis fondateur et directeur du Centre de recherche en art et création industrielle (CREACI), jusqu'en 1996 où il décidera de prendre sa retraite de l'Éducation nationale pour se consacrer totalement à sa peinture.
Guy-Rachel Grataloup meurt le 16 janvier 2022 à Plaisir dans les Yvelines,, quelques semaines avant l'ouverture du musée qui lui est consacré à Chevreuse. Il est inhumé le 25 janvier 2022 au cimetière de Chevreuse.

## Vie privée
En 1955, il se fiance à Madeleine Lambert, En 1962, il épouse Agneta Olu Munter, une jeune traductrice suédoise dont il se sépare en 1969. Il rencontre alors Frances Crabbie, d'origine écossaise, dont il aura trois fils. Ils se séparent à la fin des années 80. Sa dernière épouse, Mireille Cheynet de Beaupré, dite Milena, dirige l'association des « amis du musée Grataloup ».

## Expositions (sélection)
- En 1966 -1967 - Galerie Ströget - Malmö - Suède
- En 1968 - American Center for Students & Artists - Paris
- En 1969, lors d'une exposition au Salon de Mai à Paris, il expose un hommage à Claude Monet, les «Nymphéas», présentant ses premiers frottages. Le frottage est une technique qu'il va utiliser dans toute la suite de son œuvre.
- En 1970, il quitte la Cité des Arts pour un atelier dans le 5e arrondissement à Paris qu'il occupe encore aujourd'hui. Il y fait la connaissance de César et d'Étienne Martin.
- En 1970, Europlastique - Eurocaoutchouc, Paris
- En 1971, il crée avec ses élèves de l’E.N.S. le groupe « Vision Création » qui expose en 1971 au Musée d'art moderne de Céret.
- Il se lie d’amitié avec Alice Rewald et Michael Peppiatt qui lui font connaître Francis Bacon et Michel Leiris. À partir de 1972, il s’intéresse à la théosophie et au Védanta.
- En 1973, la galerie Marquet organise sa première exposition personnelle à Paris. Plusieurs expositions marquantes : avec Roland Topor à la galerie Marquet en 1978, avec Joël Kermarrec et Olivier Debré à la galerie Hérodiade à Saint-Étienne.
- En 1973, Galerie "La Roue" - Paris "La parole est à la peinture" - Exposition organisée par Jean-Louis Pradel
- En 1973, Galerie Marquet - Paris "28 cœurs d'artistes contemporains"
- En 1975, Galerie Marquet - Paris "L'Arbre"
- En 1975, il expose sa série des "Nymphéas" à Hodent, près de Magny-en-Vexin, à l'occasion d'une exposition très originale organisée par un horticulteur mécène, Gérard François. Il s'agissait d'exposer des œuvres en plein champ, sur une durée d'une semaine, dans les serres du jardinier. Cette exposition trouvera un prolongement dans deux galeries parisiennes : la Galerie Jean-Fournier et la Galerie Germain à Paris.
- En 1977, suivant la technique des "pliages - remplissages" qu'il vient de créer, il expose au Cercle d'Art Français, une série d'œuvres sur le thème des feuilles puis à la Galerie Marquet à Paris et la Galerie Hérodiade à Saint-Étienne.
- En 1977, Galerie Lavignes Bastille, Paris "Prospectives pour un collectionneur"
- En 1978, Galerie Actual, Bâle "Voschau 78"
- En 1978, grande exposition personnelle à la Galerie Marquet - Paris
- En 1979, Galerie Hérodiade, Saint-Étienne
- En 1985, Grataloup présente ses séries Éveil du Minéral et Éveil du Végétal à la Galerie "L'Autre Musée" à Bruxelles
- En 1987, Grataloup présente sa série "Chute d'Icare" à la Galerie Lavignes-Bastilles (Paris)
- En 1987, toujours à la Galerie Lavignes Bastille à Paris, l'artiste présente sa série "Paradis érotiques".
- En 1987, la revue Eighty, consacrée à l'art des années 80, demande à trente journaux de seize pays européens de faire désigner par leurs lecteurs leurs 80 artistes préférés. Grataloup fait partie de la sélection française avec quatre toiles dont De jour comme de nuit. L'exposition qui en résulte sous le titre Peintre d'Europe aujourd'hui, est organisée à Strasbourg. Elle partira ensuite en tournée dans toute l'Europe.
- En 1987, exposition collective au Musée de l'Assistance Publique - Paris avec ses amis peintres, di Teana, Erro, Poli, Nadaud, Rivière, Debré, Batbedat, Milhaud, Carré, Eterovic, Casadesus, Jaccard, Blondel, Pascarel, Rougement, Télémaque, César...
- En 1987, Foire Internationale d'Art Contemporain - Los Angeles (Californie) avec la Galerie Lavignes Bastille
- 1988 - Exposition personnelle à la Galerie Lavignes Bastille Paris sur le thème des "Grands Arbres"
- 1988 - Exposition personnelle à la Galerie Lavignes Bastille Paris sur le thème "Autour du Lac"
- 1989 - Galerie Bellecour - Lyon - Série "Iles Éveil du Minéral"
- 1989 - FIAC Paris avec la galerie Lavignes Bastille Paris
- 1989 - Salon de Mars - Paris avec la Galerie Jacqueline Moussion - Paris - Série Montagne d'Ardèche
- 1990 - Galerie Jacqueline Moussion - Paris - Série "Autoportraits"
- 1991 - Église Saint-Martin - Chevreuse "Musicales de Chevreuse" Présentation d'un Chemin de Croix
- 1992 - Closerie des Lilas - Paris "Des Écrivains signent la couleur" - Aquarelles érotiques dédicacées par de nombreux écrivains, dont Michel Tournier, Michel Chaillou…
- 1994 - Galerie du Centre - Paris - Série "Route des Sapins"
- 1994 - Galerie Lavignes Bastille "Le Regard de Jean-Louis Ferrier"
- 1996 - L'Hôtel - Rue des Beaux-Arts - Paris - Exposition personnelle sur le thème de Mori Genos (Né de la mer)
- 1998 - Galerie Enrico Navarra - Paris - Exposition personnelle
- 2000 - Hôtel Martinez - Festival de Cannes - Exposition personnelle
- 2004 - Galeries Lafayette - Paris - Exposition "Le Mur du Son"
- 2005 - Le Séchoir à Peaux - Chevreuse - exposition personnelle
- Été 2006 : une nouvelle exposition est organisée à la Maroquinerie de Nantua autour de la thématique « La Route des Sapins ». Comme l’année précédente, celle-ci rencontre un vif succès.
- 2019 - Galerie Lelia Mordoch - Miami (USA)

## Œuvres monumentales
|  |

Guy-Rachel Grataloup va réaliser de nombreuses œuvres monumentales à partir de 1980 :
- En 1977 sa première œuvre monumentale : une mosaïque pour la Mission Laïque de Valbonne. Il va utiliser le thème de l'Éveil du Minéral, qui figure parmi les premiers archétypes créés en 1973.
- En 1980 : Mosaïque, Mosquée, Sophia Antipolis. Pour ce travail, Grataloup va avoir recours aux concepts géométriques utilisant les thèmes habituels de l'arabesque mais en les interprétant dans une succession et une imbrication d'hexagones, d'octogones, de carrés, de triangles, reformés et transformés en géométries polymorphes, qui tiennent ou semblent tenir du hasard.
- En 1982 : Vitraux, tapisseries et céramique sur le thème de l’ « Arbre de Vie », Église Saint-Jean Baptiste, Ajaccio.
- En 1984 : Vitrail, communauté israélite, Varenne Saint-Hilaire
- En 1984, vitrail du nouvel Hôpital Saint-Louis, Paris,
- En 1984, mosaïque du hall pour la Division opérationnelle des Télécommunications d'Angers.
- En 1985, mosaïque collège Jean-Campin, La Ferté-Gaucher
- En 1986, mosaïque Centre Universitaire Créteil. Mosaïque murale de plus de 15 mètres de haut sur le pignon du bâtiment central représentant un "Éveil du Minéral"
- En 1988 : Mosaïque de 840 m2 «Les trois Arbres », La Défense[7].
- En 1992 - Mosaïque et fontaine, Métro de Toulouse, station Bellefontaine[8],[9]
- En 1993 : Mosaïques pour la station Porte-de-Clichy du RER
- En décembre 2011: Grataloup réalise trois vitraux à l'occasion de la rénovation du Prieuré Saint-Saturnin à Chevreuse. Une exposition de ses toiles d'or est organisée à cette occasion jusqu'en avril 2012.
- juin 2015 : réalisation d'une importante mosaïque murale : "l'Esprit du Lac". Cette réalisation urbaine, composée de milliers de tesselles, est un hommage à sa ville.

## Musées et grandes expositions personnelles
- 1966 - 1967 Museo del Arte Contemporaneo - Madrid
- 1970 - "Cent Artistes dans la ville" - Montpellier
- 1972 - Musée d'Art Moderne - Céret
- 1987 - Musée de l'Assistance Publique "De l'Art"
- 1996 - "Un privé au triage" Collection Jean-Mairet
- 1998 - Exposition personnelle Musée Girodet - Montargis
- 2001 - Galerie Navarra Paris[10] et Galerie Hundai, Japon
- En 2002, une grande exposition est organisée à la Chapelle Saint-Louis de la Salpétrière à Paris. Quatre-vingt-dix œuvres sont exposées autour des peintures « Massabielle ».
- En 2003 la ville de Lyon accueille deux expositions ; l’une à la Chapelle de la Trinité dans le cadre du mécénat Bayer, l’autre à la galerie « le Soleil sur la Place ». Une centaine de toiles y sont exposées. Grataloup se définit alors comme « un nouveau symboliste » dans la lignée des peintres qu’il admire, Puvis de Chavannes, Odilon Redon, Paul Gauguin, Munch, Klimt.
- En septembre 2003, à la suite de l’exposition de la Chapelle de la Trinité, l’Association du Haut Bugey, animée par une équipe de bénévoles, décide d’honorer le peintre dans sa ville natale de Nantua. Un projet de fondation naît autour de l’œuvre de Grataloup. Un comité de soutien s’organise autour de Jacques Rigaud, Président de l’Admical, Jacques Julliard du Nouvel Observateur, l’avocat Paul Lombard, l’écrivain Michel Tournier ainsi que de nombreuses personnalités et d’industriels soucieux de soutenir ce projet.
- Novembre 2005 – janvier 2006 : une grande exposition « Grataloup, un nouveau symboliste », est organisée à Leverkusen près de Cologne. Cent-cinquante toiles sont exposées autour de la « Tente du Prophète », sculpture/objet de grande dimension, posée sur un désert de sable figé.
- Novembre 2007-novembre 2009 : grâce au soutien de la Banque Internationale Dexia BIL, deux grandes expositions sont présentées. Fin 2007-début 2008, il y a d'abord une grande exposition à la Galerie l’Indépendance à Luxembourg où cent nouvelles toiles sont exposées ; le catalogue est préfacé par Jacques Julliard et Vincent Ravalec. Puis en novembre 2009 se tient une grande exposition au siège social du groupe Dexia à Luxembourg : présentation de nombreuses toiles de grands formats et des objets.
- En mars 2009, une exposition à l'Espace Moretti de Paris- La Défense autorise un retour à proximité de sa réalisation urbaine de la tour de ventilation « Galilée » ; présentation d'une nouvelle série, « Les Piscines ».
- Fin 2011, la troisième édition des "Arts Élysées" permet l'exposition de sa nouvelle série : « Les Vides quantiques »
- 2015 - Galerie des Hospices - Limoges
- 2015 - Espace Trois Lacs - Nantua
- Juin-octobre 2016 : le château de Vascœuil, en Normandie, accueille une très importante rétrospective des œuvres du peintre. Plus de 60 toiles sont présentées aux visiteurs à travers diverses thématiques[11],[12].
- 2016 - MMAC - Strasbourg
- En 2017 - Musée Savremene Umetnosti Vojvodine de Novi Sad - Exposition collective avec la Galerie du Centre - Paris
- En 2020 - Musée Rajko Mamuzic - Novi sad - Serbie

## Distinctions
- 1965 : Lauréat de l’Institut de France pour la Casa Velázquez
- 1967 : Second grand prix de Rome.
- 1992 :  Commandeur de l'ordre des Palmes académiques
- 2019 :  Chevalier de l'ordre des Arts et des Lettres[13]